# Orinal

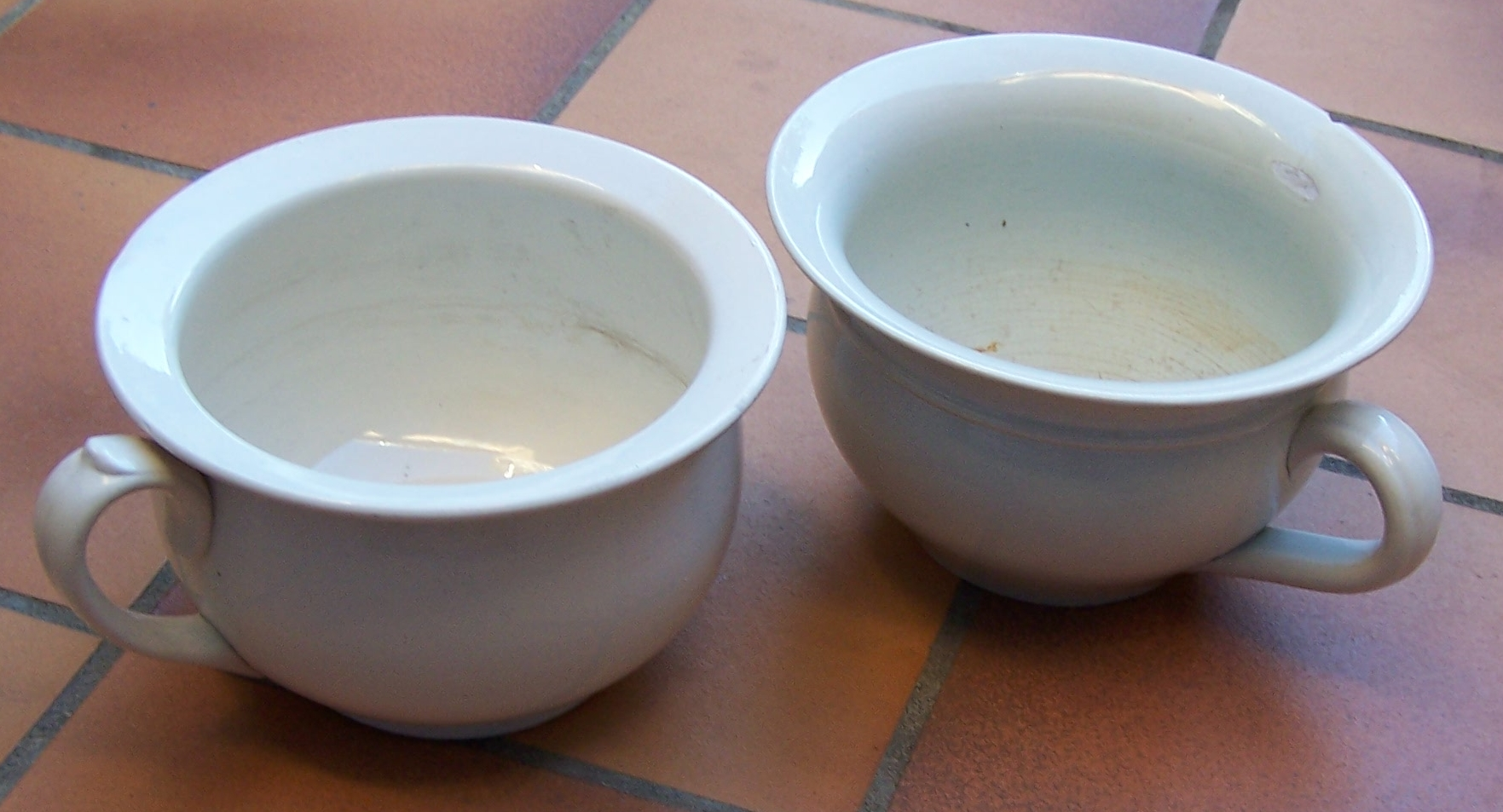
Dos orinals.

Un orinal, una gibrelleta o un bací és un recipient en forma de bol que es conserva en el dormidor sota el llit i s'usa per a fer les necessitats a la nit. També l'utilitzen els nens petits que ja han abandonat el bolquer però no estan habituats encara a l'ús del vàter.
Hi ha mantes menes d'orinal que reben el nom d'acord amb llur forma, per exemple les que empren els malalts: orinal de vas,  orinal pla, etc.
Els orinals es fabriquen de ceràmica, ferro, bronze, pisa, àgata i més recentment, plàstic i solen portar una nansa.

## Història

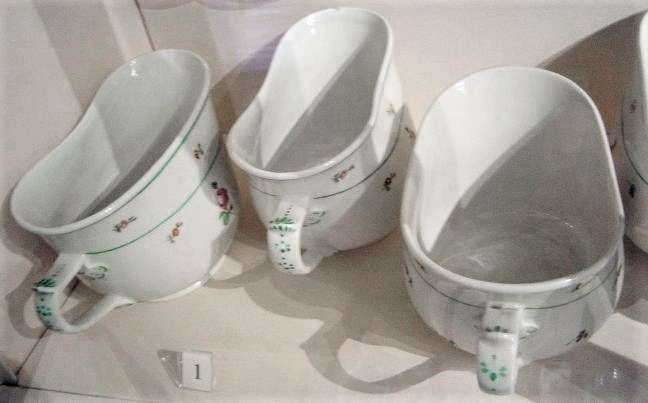
Orinal femení o Bourdaloue.

Una forma peculiar d'orinal, el bourdaloue, va ser dissenyat específicament per a les dones. La forma oblonga rectangular o ovalada del recipient, amb un front més alt, permetia de vegades a la dona d'orinar a l'agatzoneta o dempeus, sense el risc d'error, ajudant també a preservar la roba.
El nom «bourdaloue» es diu que ve d'un sacerdot catòlic francès famós, Louis Bourdaloue (1632-1704), que feia sermons tan llargs que les dames de l'aristocràcia que l'escoltaven van fer que llurs criades posessin els dits orinals discretament sota dels seus vestits de manera que poguessin orinar sense haver d'anar-se'n. Tanmateix, aquesta explicació és probablement un mite.
Els orinals van ser d'ús comú fins al segle xix, quan la introducció dels vàters a l'interior dels habitatges va començar a desplaçar-los. En alguns països com la Xina, que té una gran part de la població rural, encara es troben orinals fàcilment.

## Ús modern
En la major part del món els orinals s'empren avui dia per ensenyar als nens petits a orinar i defecar abans que per la seva envergadura siguin capaços d'utilitzar vàters. Estan generalment fabricats de plàstic i n'hi ha de vistosos colors.

## Curiositats
- A l'abril de 2007 es va inaugurar el primer museu de l'orinal a Ciudad Rodrigo, Espanya. El museu recull 1.300 peces portades de 27 països, fets de fang, metall o porcellana entre altres materials. També s'hi poden veure orinals antics.[5]